# Sicione

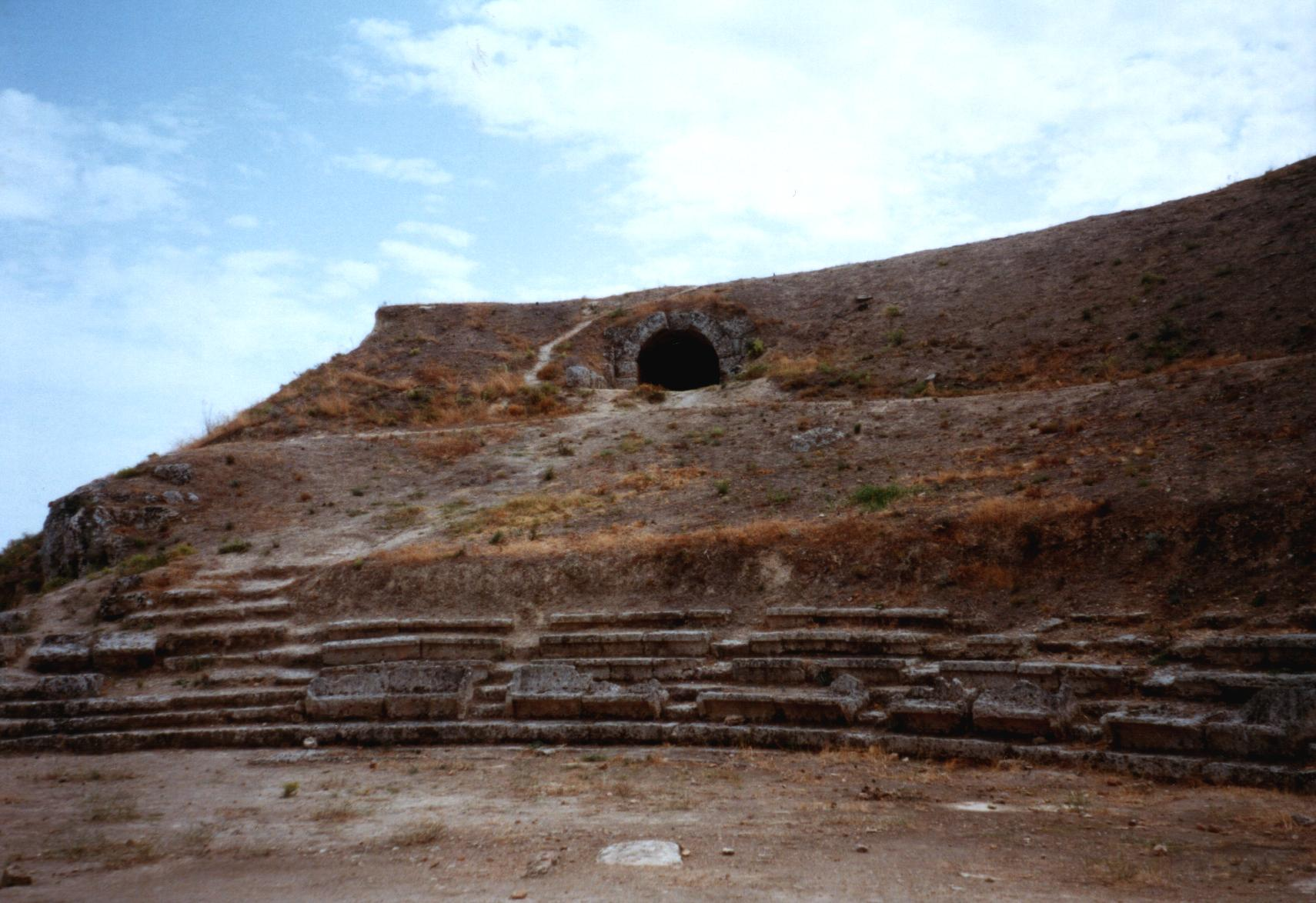
Rovine del teatro antico di Sicione.

Sicione (in greco antico: Σικυών?, Sikyṑn) è un'antica città del Peloponneso, in Grecia, situata presso Vasiliko, sul golfo di Corinto.

## Mitologia
Numerosi scrittori antichi forniscono una lista reale di Sicione, differendo leggermente: Eusebio menziona 26 re mentre Pausania e Castore (che usano come fonte un'opera perduta di Menecmo di Sicione) ne menzionano 24. Eusebio menziona anche 7 sacerdoti di Apollo che regnarono dopo la fine del regno.
Il primo re fu Egialeo, figlio di Inaco e Melia, rendendolo imparentato con Danao, Egitto, Perseo, Cadmo, Dioniso e Minosse.
In seguito la città sarebbe divenuta uno dei domini di Agamennone, re di Micene il quale controllava una grande porzione del Peloponneso insieme a parenti e colleghi, e alla fine fu distrutta dagli Eraclidi.
Sicione è identificata da alcuni scrittori moderni con la mitologica città di Micone, dove Prometeo avrebbe ingannato Zeus per dare il fuoco agli uomini e dove Zeus, Poseidone ed Ade decisero quale parte del mondo governare.

## Storia
Fu uno dei sette regni della prima fase storica della Grecia antica. In particolare il Regno di Sicione inizia nel 2100 a.C., tanto che alcuni storici la considerano la più antica città della Grecia. Fu il re di Argo, Foroneo, a porre fine all'esistenza del Regno e a sottomettere la città.
Il collasso dell'età del bronzo portò alle migrazioni di popolazioni doriche che svilupparono un dialetto nord-occidentale (il dialetto acheo). 
Nel 650 a.C. la città iniziò ad essere dominata dalla tirannia degli Ortagoridi (dal nome del primo tiranno Ortagora), culminata con Clistene di Sicione, il quale partecipò nella prima guerra sacra e fu un grande riformatore della città, come saranno anche i suoi discendenti Clistene (avuto dal matrimonio tra la figlia Agariste e Megacle degli Alcmeonidi), Pericle ed Alcibiade (discendenti del fratello di Clistene Ippocrate il Vecchio) i quali furono i più importanti legislatori e politici dell'antica città di Atene. La dinastia Ortagoride si concluse nel 550 a.C. con il rovesciamento dell'ultimo tiranno Eschine mediante una congiura aristocratica appoggiata da Sparta, la quale poi fece alleare la città, facendola entrare nella lega peloponnesiaca. In questo periodo Sicione divenne una potenza economica, con molte reti commerciali con ad esempio Olimpia, ma anche l'Etruria.
Sicione partecipò nella battaglia di Salamina, Platea e Micale e fu alleata di Sparta nella guerra del Peloponneso, per poi essere presa da Tebe dove fu governata dal tiranno Eufrone.
Fu durante la supremazia macedone sulla Grecia che Sicione raggiunse il suo massimo splendore: venne fondata una scuola delle arti da Eupompo, che tra i suoi allievi figura Lisippo, inoltre aveva buone relazioni con il regno macedone grazie ai suoi tiranni Aristrato ed Eufrone il giovane, che introdusse la democrazia nella città.
Questa prosperità ebbe termine quando la città partecipò alla guerra lamiaca: a Sicione fu assassinato Alessandro figlio di Poliperconte; la città fu presa con la forza da Cratesipoli e, dopo una breve dominazione tolemaica fu conquistata da Demetrio Poliorcete che la rase al suolo.
Anche Demetrio e il suo generale Cleone (nativo di Sicione lui stesso) furono cacciati dai tiranni Timoclida ed Eutidemo e infine Clinia, con cui la democrazia sicioniana arrivò al culmine. L'assassinio di Clinia portò a una crisi della città, con numerosi tiranni che si uccidevano fra loro (spesso della stessa famiglia), la crisi fu risolta da Arato, figlio di Clinia, che liberò Sicione dal controllo macedone nel 251 a.C. (seppur comunque dipendente) e condusse la propria città e Corinto ad abbattere la tirannide. Subito dopo la città si unì con la lega achea, di cui Arato divenne stratega, e sconfisse la lega etolica e il re spartano Cleomene III.
Con la conquista di Roma nel 146 a.C. Sicione cadde in declino totale, si dovrà infatti aspettare la Quarta Crociata quando l'impero bizantino fu smembrato e Sicione (ora nota come Vasiliko) fece parte, in ordine cronologico, del principato d'Acaia, dei possedimenti fiorentini di Niccolò Acciaiuoli (anche duca d'Atene), della contea palatina di Cefalonia e Zante, del despotato di Morea e infine del'impero ottomano.
L'insediamento moderno è chiamato Sykiona.

## Lascito moderno
Della città antica sopravvivono il teatro (III secolo a.C.), resti di edifici e di un tempio. Nel IV secolo a.C. era sede di una scuola di scultura policletea, in cui insegnò Aristocle di Sicione e dove si formò lo scultore bronzista Lisippo. Questi operò molto a Sicione e una sua opera raffigurante Eracle, giunta a noi in copie marmoree, era probabilmente situata nell'agorà della città greca.
La città è citata nella Bibbia nel Primo libro dei Maccabei 15,23, dove si dice che Lucio Cecilio Metello Calvo scrisse a Sicione per informarla del patto fra Roma e la Giudea. Viene citata anche in Antonio e Cleopatra di William Shakespeare.
In questa città sono state trovate molte costruzioni della città ellenistica, tra cui un importante teatro, situato nella Grecia continentale.

## Tiranni di Sicione

### Ortagoridi
- Ortagora (VII secolo a.C.)
- Mirone (VII secolo a.C.?)
- Isodamo/Aristodemo (VII-VI secolo a.C.)
- Clistene di Sicione (600-570 a.C.)
- Eschine (570-550 a.C.)

### Eufronidi
- Eufrone (368-364 a.C.)
- Eufrone il Giovane (323-314 a.C.)

### Diadochi macedoni
- Cratesipoli (314-308 a.C.)
- Cleone (c. 300-280 a.C.)

### Cliniadi
- Timoclida (III secolo a.C.) (assieme ad Eutidemo o Clinia)
- Eutidemo (III secolo a.C.) (assieme a Timoclida)
- Clinia (270-264 a.C.) (assieme a Timoclida o da solo)
- Abantida (264-252 a.C.)
- Pesia (252-251 a.C.)
- Nicocle di Sicione (251 a.C.)
- Arato di Sicione (251-245 a.C.)